# 龙门山镇
龙门山镇，是中华人民共和国四川省成都市彭州市下辖的一个乡镇级行政单位。龙门山镇人民政府驻复兴路331号。

## 历史
中華民国24年（1935年）设立宝九东联保，中華民国29年（1940年）改为乡。1958年，复兴乡并入，并以境內大宝山之名，称大宝人民公社。1983年改名大宝乡，后改为龙门山镇。2019年12月，撤销小鱼洞镇，将其所属行政区域划归龙门山镇管辖。

## 行政区划
龙门山镇下辖以下地区：
街道社区、国坪村、宝山村、团山村、九峰村和三沟村。